# Thymaris alaskensis
Thymaris alaskensis là một loài tò vò trong họ Ichneumonidae.